# Giovanni Nicolò Doglioni
Giovanni Nicolò Doglioni (Venezia, 1548 – Venezia, 1629) è stato un matematico e notaio italiano.
Fu autore di numerose opere di stampo cronachistico e di alcuni trattati di cosmografia e cronologia, connessi alla riforma del calendario voluta da Gregorio XIII.

## Opere

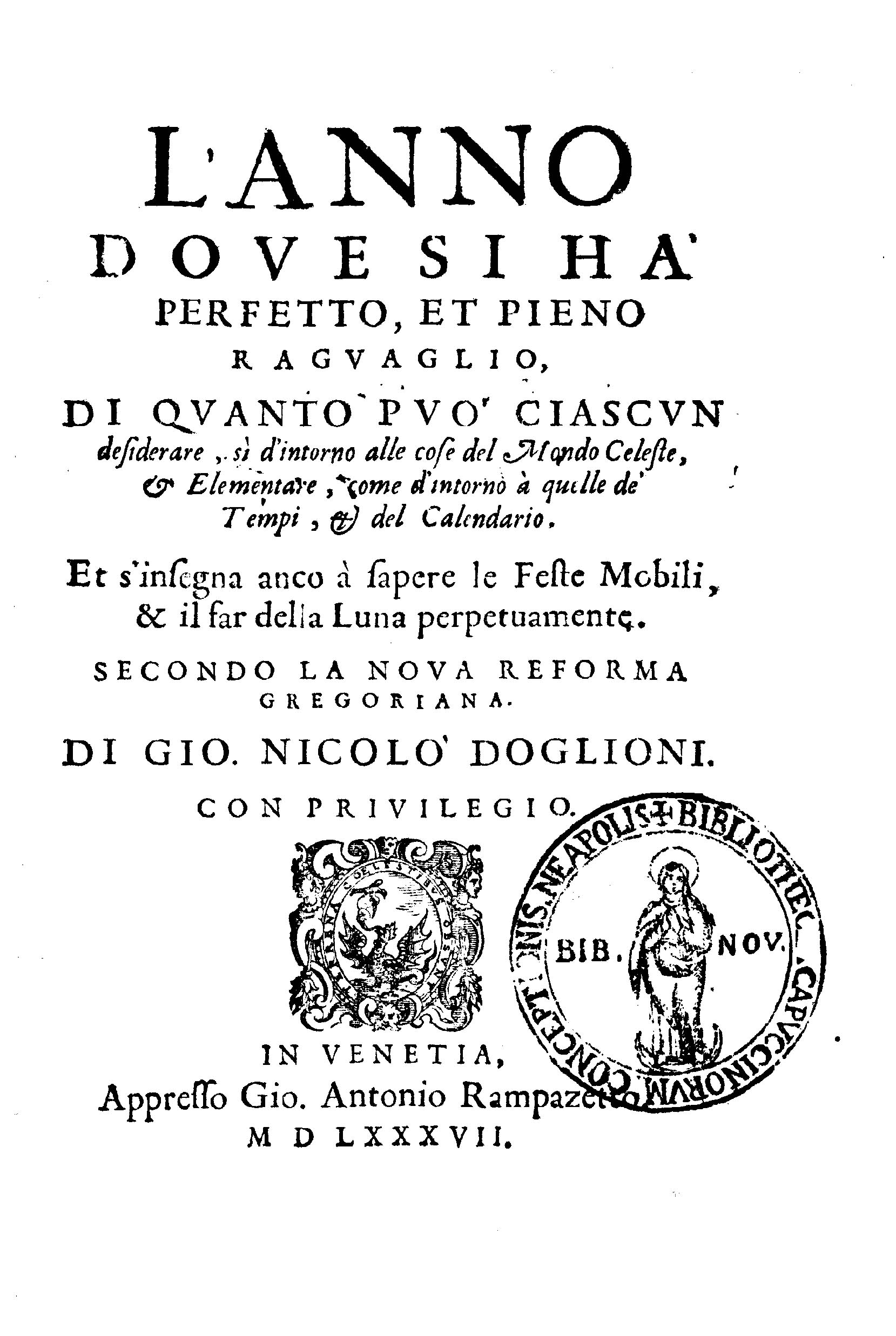
L'anno dove si ha perfetto, et pieno raguaglio..., 1587

- L'anno dove si ha perfetto, et pieno raguaglio, di quanto può ciascun desiderare, si d'intorno alle cose del mondo celeste, et elementare, come d'intorno a quelle de' tempi, et del calendario, Venezia, Gio. Antonio Rampazetto, 1587.
- Della origine et antichità di Cividal di Belluno. Et brevemente de' successi di quella città, Venezia, Gio. Antonio Rampazetto, 1588. È la prima storia di Belluno che sia stata pubblicata. Questo trattato, tradotto in latino da Sigebert Havercamp, fu inserito nel Tomo IX, parte VIII del Thesaurus antiq. et historiarum Italiæ con questo titolo: Joannis Nicolai Doglioni Bellunensis dissertatio de origine et antiquitate civitatis Belluni ejusque variis fatis (sic) maximeque memorabilibus (online).
- Historia Venetiana, Venezia, Damiano Zenaro, 1598
- L'anno riformato, Venezia, Damiano Zenaro, 1599.
- Venetia trionfante et sempre libera, Venezia, Andrea Muschio, 1613.
- Anfiteatro di Europa, Venezia, Giacomo Sarzina, 1623.